# Euroglyphus maynei Peptidase 1
Die Euroglyphus maynei Peptidase 1 (Eur m 1) ist ein Enzym aus der Gruppe der Cysteinproteasen und wird von der Mayne-Hausstaubmilbe Euroglyphus maynei gebildet. Es ist eines der Haupt-Hausstauballergene des Menschen, wie auch seine Homologe Der p 1 aus der europäischen Hausstaubmilbe Dermatophagoides pteronyssinus und Der f 1 aus der amerikanischen Hausstaubmilbe Dermatophagoides farinae.

## Eigenschaften
Eur m 1 besitzt als Cysteinprotease die Aminosäure Cystein in ihrem aktiven Zentrum. Sie ist eine Endopeptidase und hydrolysiert bevorzugt Peptide mit einer hydrophoben oder basischen Aminosäure an der Position P2. Die Freisetzung erfolgt fäkal.